# Gare de Momalle
La gare de Momalle est une gare ferroviaire belge de la ligne 36 de Liège à Bruxelles, située à l'entrée sud-ouest du village de Momalle sur le territoire des communes (la limite est sur la voie dans l'axe des rails) de Fexhe-le-Haut-Clocher et Remicourt dans la province de Liège. 
C'est une halte voyageurs de la Société nationale des chemins de fer belges (SNCB), desservie par des trains Suburbains (S) de la ligne S44 du RER liégeois.

## Situation ferroviaire

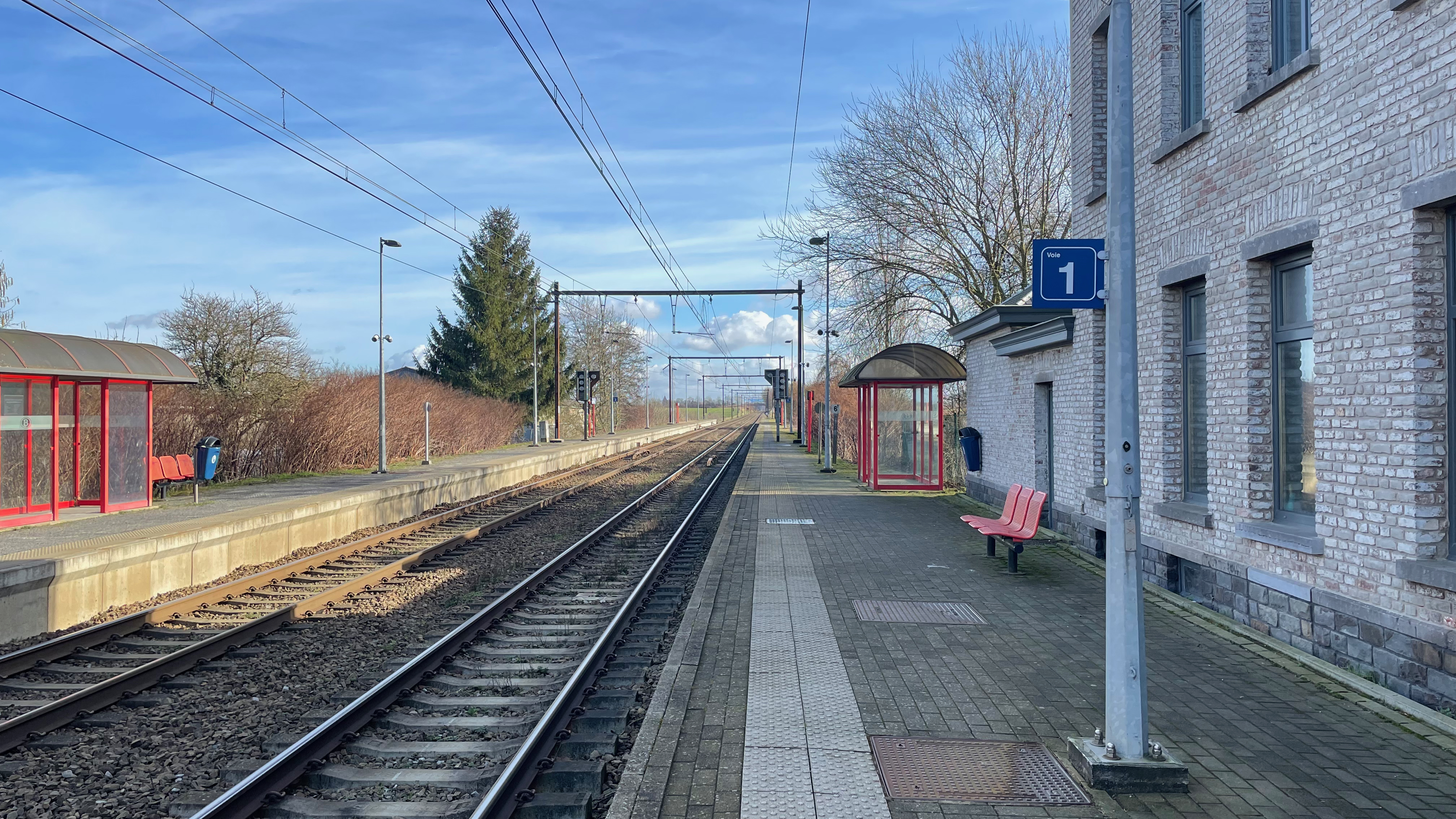
Quais de la halte.

Établie à 146 mètres d'altitude, la gare de Momalle est située au point kilométrique (PK) 82,783 de la ligne 36, de Bruxelles-Nord à Liège-Guillemins, entre les gares de Remicourt et de Fexhe-le-Haut-Clocher.

## Histoire
Un point d'arrêt, administré depuis Fexhe-le-Haut-Clocher, est ouvert à titre d'essai le 10 août 1890. En 1894, le ministre des chemins de fer, postes et télégraphes décrète l'établissement d'installations pour les marchandises à Momalle. Le bâtiment est construit en 1895. Elle devient une halte le 15 septembre 1896.

## Service des voyageurs

### Accueil
Halte SNCB, c'est un point d'arrêt non géré (PANG) à accès libre. Elle est équipée d'un automate pour l'achat de titres de transport.
La traversée des voies et le passage d'un quai à l'autre s'effectuent en empruntant le passage à niveau routier.

### Desserte
Momalle est desservie par des trains Suburbains (S44) de la SNCB (voir brochure SNCB de la ligne 36).
En semaine, la desserte est constituée de trains S44 reliant Landen à Liège-Guillemins et Visé, toutes les heures. Ils sont renforcés par des trains P ou S44 supplémentaires de Landen à Liège-Guillemins (deux, le matin), un d'Ans à Landen (le matin) et un de Waremme à Liège-Guillemins (l’après-midi). Le mercredi midi, un S44 supplémentaire relie Waremme à Liège-Guillemins.
Les week-ends et jours fériés, la desserte est uniquement constituée de trains S44 reliant Landen à Liège-Guillemins et circulant toutes les heures dans chaque sens.

### Intermodalité
Un parking (gratuit) pour les véhicules y est aménagé.

## Comptage voyageurs
Le graphique et le tableau montrent le nombre de passagers qui en moyenne embarquent durant la semaine, le samedi et le dimanche.
| Nombre de voyageurs qui embarquent à la gare de Momalle | Nombre de voyageurs qui embarquent à la gare de Momalle | Nombre de voyageurs qui embarquent à la gare de Momalle | Nombre de voyageurs qui embarquent à la gare de Momalle |
|                                                         | Semaine                                                 | Samedi                                                  | Dimanche                                                |
| ------------------------------------------------------- | ------------------------------------------------------- | ------------------------------------------------------- | ------------------------------------------------------- |
| 1977                                                    | 140                                                     | 37                                                      | 17                                                      |
| 1978                                                    | 92                                                      | 24                                                      | 16                                                      |
| 1979                                                    | 73                                                      | 22                                                      | 26                                                      |
| 1980                                                    | 108                                                     | 22                                                      | 18                                                      |
| 1981                                                    | 102                                                     | 22                                                      | 17                                                      |
| 1982                                                    | 84                                                      | 17                                                      | 14                                                      |
| 1983                                                    | 96                                                      | 21                                                      | 14                                                      |
| 1984                                                    | 85                                                      | 22                                                      | 8                                                       |
| 1985                                                    | 100                                                     | 15                                                      | 16                                                      |
| 1986                                                    | 89                                                      | 12                                                      | 17                                                      |
| 1987                                                    | 66                                                      | 6                                                       | 11                                                      |
| 1988                                                    | 87                                                      | 17                                                      | 11                                                      |
| 1989                                                    | 70                                                      | 9                                                       | 16                                                      |
| 1990                                                    | 68                                                      | 10                                                      | 10                                                      |
| 1991                                                    | 84                                                      | 10                                                      | 5                                                       |
| 1992                                                    | 64                                                      | 7                                                       | 9                                                       |
| 1993                                                    | 83                                                      | 4                                                       | 9                                                       |
| 1994                                                    | 72                                                      | 20                                                      | 3                                                       |
| 1995                                                    | 45                                                      | 5                                                       | 10                                                      |
| 1996                                                    | 83                                                      | 5                                                       | 6                                                       |
| 1997                                                    | 78                                                      | 8                                                       | 4                                                       |
| 1998                                                    | 58                                                      | 7                                                       | 2                                                       |
| 1999                                                    | 83                                                      | 9                                                       | 10                                                      |
| 2000                                                    | 112                                                     | 13                                                      | 14                                                      |
| 2001                                                    | 65                                                      | 10                                                      | 2                                                       |
| 2002                                                    | 66                                                      | 10                                                      | 8                                                       |
| 2003                                                    | 70                                                      | 10                                                      | 9                                                       |
| 2004                                                    | 75                                                      | 16                                                      | 6                                                       |
| 2005                                                    | 82                                                      | 18                                                      | 6                                                       |
| 2006                                                    | 59                                                      | 10                                                      | 4                                                       |
| 2007                                                    | 91                                                      | 14                                                      | 8                                                       |
| 2008                                                    | -                                                       | -                                                       | -                                                       |
| 2009                                                    | 94                                                      | 17                                                      | 7                                                       |
| 2010                                                    | -                                                       | -                                                       | -                                                       |
| 2011                                                    | -                                                       | -                                                       | -                                                       |
| 2012                                                    | 100                                                     | 6                                                       | 12                                                      |
| 2013                                                    | 109                                                     | 16                                                      | 5                                                       |
| 2014                                                    | 100                                                     | 11                                                      | 9                                                       |
| 2015                                                    | 80                                                      | 16                                                      | 18                                                      |
| 2016                                                    | 112                                                     | 15                                                      | 21                                                      |
| 2017                                                    | 108                                                     | 26                                                      | 18                                                      |
| 2018                                                    | 82                                                      | 26                                                      | 18                                                      |
| 2019                                                    | 111                                                     | 14                                                      | 14                                                      |
| 2020                                                    | 93                                                      | 12                                                      | 15                                                      |
| 2021                                                    | -                                                       | -                                                       | -                                                       |
| 2022                                                    | 122                                                     | 36                                                      | 25                                                      |
| 2023                                                    | 113                                                     | 44                                                      | 43                                                      |
| 2024                                                    | 113                                                     | 16                                                      | 29                                                      |